# Place Theodor-Herzl
La place Theodor-Herzl est une place du 3e arrondissement de Paris.

## Situation et accès
Cette place est située dans le quartier du Marais. De forme triangulaire, elle se trouve dans l'angle formé par l'intersection de la rue de Turbigo et de la rue Réaumur.
Ce site est desservi par la station de métro Arts et Métiers.

## Origine du nom
La place porte le nom de Theodor Herzl (1860-1904), écrivain juif austro-hongrois et fondateur du mouvement sioniste. La place a reçu son nom par arrêté municipal du 12 juillet 2006 en présence de Bertrand Delanoë, maire PS de Paris, de Pierre Aidenbaum, maire PS du 3e arrondissement, et du chargé d'affaires de l'ambassade d'Israël. La plaque du 3e arrondissement porte ces cinq lignes : « Place Théodor-Herzl, journaliste et écrivain inspirateur du foyer national juif. »

## Historique
Cette place reçoit un toponyme par arrêté municipal du 12 juillet 2006.